# Нови-Сад (городское поселение)
Нови-Сад (серб. Град Нови Сад) — городское поселение в Сербии, входит в Южно-Бачский округ.
Население городского поселения составляет 319 259 человек (2007 год), плотность населения составляет 457 чел./км². Занимаемая площадь — 699 км², из них 71,5 % используется в промышленных целях.
Административный центр городского поселения — город Нови-Сад. Городское поселение Нови-Сад состоит из 16 населённых пунктов, средняя площадь населённого пункта — 43.7 км².

## Статистика населения
| Год   | Население, чел. |
| ----- | --------------- |
| 1991* | 268 198         |
| 2001  | 295 557         |
| 2002* | 300 831         |
| 2003  | 303 745         |
| 2004  | 306 853         |
| 2005  | 310 185         |
| 2006  | 314 192         |
| 2007  | 319 259         |
| 2011* | 341 625         |